# Chetna Vora
Chetna Vora (* 1958 in Palitana, Gujarat, Indien; † 1987 in Indien) war eine indische Filmstudentin, die einige Jahre in der DDR lebte und danach in Indien und West-Berlin.

## Leben und Wirken
Chetna Vora wuchs im nordindischen Bundesstaat Gujarat in einer kommunistischen Familie auf. Sie wurde in die DDR geschickt, um eine Ausbildung als Buchdruckerin zu machen. Seit 1976 studierte sie aber an der Hochschule für Film und Fernsehen in Potsdam-Babelsberg Regie. Dort drehte sie 1980  ihren Übungsfilm Oyoyo über ausländische Kommilitonen im Studentenwohnheim, der in der Gegenwart zu den meistgefragten aus dem Hochschulfilmarchiv gehört. Bei ihrem Abschlussfilm Frauen in Berlin (1981) weigerte sie sich, die Rohfassung entsprechend den Prüfungsbestimmungen auf etwa 40 Minuten zu kürzen, worauf dieses von der Hochschule durchgeführt wurde, und die Rohfassung vernichtet wurde.
1983 verließ Chetna Vora die DDR und kehrte mit ihrem Mann Lars Barthel und ihrer Tochter Neelesha Barthel (* 1977) zunächst nach Indien zurück und lebte danach in West-Berlin. 1987 starb sie in Indien im Alter von 29 Jahren.
Ihr Mann Lars Barthel veröffentlichte 2007 einen Dokumentarfilm über sie. Ihre Tochter Neelesha  Barthel lebt als Regisseurin in Berlin.

## Filmografie
Regie
- 1980 Oyoyo, Studentenfilm
- 1981 Frauen in Berlin, Abschlussfilm, unvollendet, Erstaufführung 2015

Darstellerin
- 1976 Eleonora, Studentenfilm, von Lars-Peter Barthel, ihrem Lebenspartner
- 1979 Orangemond, Studentenfilm, unvollendet, Erstaufführung 2024